# Alexandru Rădulescu (deputat)
Alexandru Rădulescu (n. 7 aprilie 1967) este un deputat român, ales în 2016.